# Going for the One
| 전문가 평가                   | 전문가 평가  |
| 평가 점수                     | 평가 점수    |
| 출처                          | 점수         |
| ----------------------------- | ------------ |
| AllMusic                      | [ 1 ]        |
| Christgau's Record Guide      | C            |
| Pitchfork                     | 7.5/10       |
| Rolling Stone                 | (favourable) |
| The Daily Vault               | A−           |
| The Rolling Stone Album Guide | [ 6 ]        |

《Going for the One》은 1977년 7월 15일, 애틀랜틱 레코드에 의해 발매된 영국의 프로그레시브 록 밴드 예스의 여덟 번째 스튜디오 음반이다. 1975년 각 멤버가 솔로 음반을 발매하기 위해 활동을 중단하고 1976년 미국과 캐나다 투어를 한 후, 밴드는 다음 스튜디오 음반을 녹음하기 위해 스위스 몽트뢰로 이동했다. 리허설 동안, 키보디스트 패트릭 모라즈는 그룹을 떠났고, 이는 《Tales from Topographic Oceans》 (1973년)를 둘러싼 이견 이후 솔로 활동을 추구하기 위해 떠났던 릭 웨이크먼의 복귀를 기념했다. 《Going for the One》은 이전 음반에서 벗어나 15분짜리 〈Awaken〉을 제외하고 더 짧고 직접적인 곡들이 압도적인 컨셉 없이 등장하며, 새로운 엔지니어링 인력과 커버 아티스트들과 함께 예스 음반을 보았다.
《Going for the One》은 밴드가 더 접근하기 쉬운 음악으로 돌아온 것을 환영하는 음악 비평가들로부터 대부분 긍정적인 반응을 받았다. 2주 동안 영국 음반 차트 1위, 미국 빌보드 200 8위에 오르는 등 상업적인 성공을 거두었다. 〈Wonderous Stories〉와 〈Going for the One〉은 싱글로 발매되었고, 전자는 영국에서 7위에 올랐고, 영국에서 밴드의 가장 높은 차트 기록을 유지하고 있다. 이 음반은 미국 음반 산업 협회로부터 500,000장의 판매로 한 달 만에 골드 인증을 받았다. 예스는 6개월간의 미국, 캐나다, 유럽 투어로 음반을 지원했다. 2003년에는 음반 녹음 세션에서 이전에 발매되지 않은 트랙이 포함된 리마스터판이 발매되었다.

## 배경
1975년 8월, 예스는 그들의 일곱 번째 스튜디오 음반인 《Relayer》 (1974년)를 지원하기 위해 1974년부터 1975년까지 미국, 캐나다, 영국 투어를 마쳤다. 이 기간 동안 라인업은 리드 보컬리스트 존 앤더슨, 베이시스트 크리스 스콰이어, 기타리스트 스티브 하우, 드러머 앨런 화이트, 키보디스트 패트릭 모라즈였다. 그들의 다음 행보를 위해, 그 그룹은 각 멤버들이 솔로 음반을 녹음하고 발매할 수 있도록 긴 휴식을 취하기로 결정했다. 그들은 5월부터 8월까지 솔로 음반 투어를 위해 다시 모였는데, 그 투어에서 예스는 그들이 가장 많이 참석한 콘서트 중 일부를 공연했다. 1976년 10월, 밴드는 해외에서 녹음된 첫 스튜디오 음반인 마운틴 스튜디오에서 새 스튜디오 음반을 녹음하기 위해 스위스의 몽트뢰로 이주했다. 그들은 에머슨, 레이크 & 파머가 《Works Volume 1》 (1977년)을 끝냈어야 할 때 스튜디오에 도착했지만, 몇 주 동안 그룹을 근처 리허설 공간에서 일하게 하면서 초과 근무를 하고 있었다. 이 기간 동안 그들의 새로운 자료에 대한 상당한 양의 집필과 배치가 이루어졌다.

## 곡 목록
| #  | 제목                    | 작사·작곡                        | 재생 시간 |
| -- | ----------------------- | -------------------------------- | --------- |
| 1. | 〈Going for the One〉   | 존 앤더슨                        | 5:30      |
| 2. | 〈Turn of the Century〉 | 앤더슨, 스티브 하우, 앨런 화이트 | 7:58      |
| 3. | 〈Parallels〉           | 크리스 스콰이어                  | 5:52      |

| #  | 제목                  | 작사·작곡    | 재생 시간 |
| -- | --------------------- | ------------ | --------- |
| 1. | 〈Wonderous Stories〉 | 앤더슨       | 3:47      |
| 2. | 〈Awaken〉            | 앤더슨, 하우 | 15:38     |

## 인증
| 국가                                                  | 인증 | 판매량/출하량 |
| ----------------------------------------------------- | ---- | ------------- |
| 캐나다 (뮤직 캐나다)                                  | 골드 | 50,000^       |
| 프랑스 (SNEP)                                         | 골드 | 100,000*      |
| 영국 (BPI)                                            | 골드 | 100,000^      |
| 미국 (RIAA)                                           | 골드 | 500,000^      |
| *판매량을 기반으로 한 인증 ^출하량을 기반으로 한 인증 |      |               |